# Южно-Уральское книжное издательство
Ю́жно-Ура́льское кни́жное изда́тельство — российское издательство, расположено в Челябинске. Основано в марте 1936 как Челябинское областное государственное издательство — Челябгиз, фактически начало работать годом раньше. С 1963 — укрупнённое: выпускает литературу не только для Челябинской области, но и для других областей Южного Урала и Зауралья — Курганской и Оренбургской.

## Известные сотрудники
- Булгакова, Оксана Сергеевна (1935—2007) — советский, российский писатель, публицист, сценарист, член Союза журналистов СССР (1962), главный редактор Южно-Уральского книжного издательства (1973—1993), действительный член Географического общества СССР (1980), Заслуженный работник культуры РСФСР (1985), лауреат Государственной премии РСФСР имени братьев Васильевых (1989)[3].
- Гилёв, Анатолий Васильевич (род. 14 апреля 1931) — русский советский художник-график, карикатурист. Художественный редактор Южно-Уральского книжного издательства в 1964–1970, 1980–1982 гг.
- Золотов, Александр Афанасьевич (1933—2015) — журналист, краевед, главный редактор издательства с 1969 г., в 1972—1989 гг. — директор издательства[4].
- Курносенко, Владимир Владимирович (1947—2012) — советский и российский писатель, хирург, врач. Редактор Южно-Уральского книжного издательства в 1985—1987 гг.
- Спичкин, Владимир Михайлович (литературный псевдоним Огнев) (1927—1999) — старший редактор Курганского отделения Южно-Уральского книжного издательства.